# Treizième circonscription du Rhône
La treizième circonscription du Rhône est l'une des quatorze circonscriptions législatives françaises que compte la circonscription départementale du Rhône. Elle est située à cheval entre la métropole de Lyon et le département du Rhône depuis le 1er janvier 2015, et en région Auvergne-Rhône-Alpes depuis le 1er janvier 2016.

## Description

### De 1973 à 2012
Créée en 1969, la treizième circonscription du Rhône était composée de :
- canton de Meyzieu (auparavant dans l'Isère)
- communes de Bron et de Vaulx-en-Velin

### Depuis 2012
La circonscription regroupe depuis les élections législatives de 2012 les communes de Genas, Colombier-Saugnieu, Jons, Pusignan, Saint-Bonnet-de-Mure et Saint-Laurent-de-Mure situées dans le département du Rhône, et celles de Chassieu, Décines-Charpieu, Jonage, Meyzieu et la partie est de Saint-Priest, situées dans la métropole de Lyon.
D'après l'Institut national de la statistique et des études économiques (Insee), et selon un rapport paru en amont des élections législatives de 2017, la population totale de la treizième  circonscription du Rhône était de 118 674 habitants au 1er janvier 2013.
| Nom                       | Code Insee | Département          | Gentilé      | Superficie (km2) | Population (dernière pop. légale) | Densité (hab./km2) |
| ------------------------- | ---------- | -------------------- | ------------ | ---------------- | --------------------------------- | ------------------ |
| Chassieu                  | 69271      | Métropole de Lyon    | Chasselands  | 11,57            | 9 873 (2014)                      | 853                |
| Colombier-Saugnieu        | 69299      | Département du Rhône | Colombards   | 27,62            | 2 529 (2014)                      | 92                 |
| Décines-Charpieu          | 69275      | Métropole de Lyon    | Décinois     | 17,01            | 27 660 (2014)                     | 1 626              |
| Jonage                    | 69279      | Métropole de Lyon    | Jonageois    | 12,11            | 5 878 (2014)                      | 485                |
| Jons                      | 69280      | Département du Rhône | Jonsois      | 7,41             | 1 424 (2014)                      | 192                |
| Meyzieu                   | 69282      | Métropole de Lyon    | Majolans     | 23,01            | 32 225 (2014)                     | 1 400              |
| Pusignan                  | 69285      | Département du Rhône | Pusignanais  | 13,04            | 3 955 (2014)                      | 303                |
| Saint-Bonnet-de-Mure      | 69287      | Département du Rhône | Murois       | 16,34            | 6 834 (2014)                      | 418                |
| Saint-Laurent-de-Mure     | 69288      | Département du Rhône | Laurentinois | 18,63            | 5 397 (2014)                      | 290                |
| Saint-Priest (partie est) | 69290      | Métropole de Lyon    | San-priods   | 29,71 (commune)  | 44 446 (commune - 2014)           | 1 496 (commune)    |

## Liste des députés
| Législature | Début de mandat | Fin de mandat  | Député           | Parti politique | Observations                                                                           |
| ----------- | --------------- | -------------- | ---------------- | --------------- | -------------------------------------------------------------------------------------- |
| IXe         | 23 juin 1988    | 1er avril 1993 | Jean Poperen     | PS              |                                                                                        |
| Xe          | 2 avril 1993    | 21 avril 1997  | Martine David    | PS              | Mandat écourté à la suite d'une dissolution parlementaire décidée par Jacques Chirac.  |
| XIe         | 12 juin 1997    | 18 juin 2002   | Martine David    | PS              |                                                                                        |
| XIIe        | 19 juin 2002    | 19 juin 2007   | Martine David    | PS              |                                                                                        |
| XIIIe       | 20 juin 2007    | 19 juin 2012   | Philippe Meunier | UMP             |                                                                                        |
| XIVe        | 20 juin 2012    | 20 juin 2017   | Philippe Meunier | UMP             |                                                                                        |
| XVe         | 21 juin 2017    | 21 juin 2022   | Danièle Cazarian | REM             |                                                                                        |
| XVIe        | 22 juin 2022    | 9 juin 2024    | Sarah Tanzilli   | RE              | Mandat écourté à la suite d'une dissolution parlementaire décidée par Emmanuel Macron. |
| XVIIe       | 8 juillet 2024  | En cours       | Tiffany Joncour  | RN              |                                                                                        |

## Résultats électoraux

### Élections de 1973
| Candidat       | Candidat                   | Parti          | Premier tour | Premier tour | Second tour | Second tour |  |
| Candidat       | Candidat                   | Parti          | Voix         | %            | Voix        | %           |  |
| -------------- | -------------------------- | -------------- | ------------ | ------------ | ----------- | ----------- |  |
|                | Jean Poperen élu           | PS (UGSD)      | 10 717       | 26,33        | 23 246      | 57,58       |  |
|                | Jean Capiévic              | PCF            | 10 357       | 25,45        | Retrait     | Retrait     |  |
|                | Étienne Coex               | UDR (URP)      | 10 260       | 25,21        | 17 129      | 42,42       |  |
|                | Élie Burky                 | Rad (MR)       | 4 408        | 10,83        |             |             |  |
|                | Caroline-Pierrette Thibaut | CNIP           | 2 419        | 5,94         |             |             |  |
|                | Maurice Delay              | PSU            | 1 523        | 3,74         |             |             |  |
|                | Denise Bertolla            | LO             | 1 013        | 2,49         |             |             |  |
|                |                            |                |              |              |             |             |  |
| Inscrits       | Inscrits                   | Inscrits       | 52 305       | 100,00       | 52 304      | 100,00      |  |
| Abstentions    | Abstentions                | Abstentions    | 10 738       | 20,53        | 10 698      | 20,45       |  |
| Votants        | Votants                    | Votants        | 41 567       | 79,47        | 41 606      | 79,55       |  |
| Blancs et nuls | Blancs et nuls             | Blancs et nuls | 870          | 2,09         | 1 231       | 2,96        |  |
| Exprimés       | Exprimés                   | Exprimés       | 40 697       | 97,91        | 40 375      | 97,04       |  |

Le suppléant de Jean Poperen était Pierre Moutin, fonctionnaire hospitalier, conseiller général, maire de Décines.

### Élections de 1978
| Candidat       | Candidat                   | Parti          | Premier tour | Premier tour | Second tour | Second tour |  |
| Candidat       | Candidat                   | Parti          | Voix         | %            | Voix        | %           |  |
| -------------- | -------------------------- | -------------- | ------------ | ------------ | ----------- | ----------- |  |
|                | Jean Poperen sortant réélu | PS             | 18 154       | 31,02        | 35 239      | 60,05       |  |
|                | Jean Capiévic              | PCF            | 14 760       | 25,22        | Retrait     | Retrait     |  |
|                | Jean-Marc Barthez          | RPR            | 13 384       | 22,87        | 23 443      | 39,95       |  |
|                | Tidiane de Mali            | UDF (PR)       | 6 482        | 11,08        |             |             |  |
|                | Marcelle Doussot           | Écologie 78    | 3 496        | 5,97         |             |             |  |
|                | Maurice Delay              | PSU (FA)       | 1 132        | 1,93         |             |             |  |
|                | Jean-Noël Lamain           | LO             | 590          | 1,01         |             |             |  |
|                | Mme Pilat                  | LCR            | 318          | 0,54         |             |             |  |
|                | Nathalie Scarafia          | UOPDP          | 212          | 0,36         |             |             |  |
|                |                            |                |              |              |             |             |  |
| Inscrits       | Inscrits                   | Inscrits       | 73 565       | 100,00       | 73 560      | 100,00      |  |
| Abstentions    | Abstentions                | Abstentions    | 13 999       | 19,03        | 13 576      | 18,46       |  |
| Votants        | Votants                    | Votants        | 59 566       | 80,97        | 59 984      | 81,54       |  |
| Blancs et nuls | Blancs et nuls             | Blancs et nuls | 1 038        | 1,74         | 1 302       | 2,17        |  |
| Exprimés       | Exprimés                   | Exprimés       | 58 528       | 98,26        | 58 682      | 97,83       |  |

Le suppléant de Jean Poperen était Pierre Moutin.

### Élections de 1981
| Candidat       | Candidat                   | Parti          | Premier tour | Premier tour | Second tour | Second tour |  |
| Candidat       | Candidat                   | Parti          | Voix         | %            | Voix        | %           |  |
| -------------- | -------------------------- | -------------- | ------------ | ------------ | ----------- | ----------- |  |
|                | Jean Poperen sortant réélu | PS             | 23 616       | 47,50        | 34 471      | 66,16       |  |
|                | Jean-Marc Barthez          | RPR (UNM)      | 15 180       | 30,53        | 17 634      | 33,84       |  |
|                | Jean Capiévic              | PCF            | 8 733        | 17,57        |             |             |  |
|                | Monique Seignobosc         | PSU            | 1 052        | 2,12         |             |             |  |
|                | Georges Mestres            | LO             | 522          | 1,05         |             |             |  |
|                | Jacques Benoit             | Divers droite  | 479          | 0,96         |             |             |  |
|                | Gilbert Dumas              | CCA            | 132          | 0,27         |             |             |  |
|                |                            |                |              |              |             |             |  |
| Inscrits       | Inscrits                   | Inscrits       | 81 254       | 100,00       | 81 253      | 100,00      |  |
| Abstentions    | Abstentions                | Abstentions    | 30 835       | 37,95        | 28 166      | 34,66       |  |
| Votants        | Votants                    | Votants        | 50 419       | 62,05        | 53 087      | 65,34       |  |
| Blancs et nuls | Blancs et nuls             | Blancs et nuls | 705          | 1,4          | 982         | 1,85        |  |
| Exprimés       | Exprimés                   | Exprimés       | 49 714       | 98,6         | 52 105      | 98,15       |  |

La suppléante de Jean Poperen était Martine David, secrétaire fédérale du PS.

### Élections de 1988
| Candidat       | Candidat                   | Parti           | Premier tour | Premier tour | Second tour | Second tour |  |
| Candidat       | Candidat                   | Parti           | Voix         | %            | Voix        | %           |  |
| -------------- | -------------------------- | --------------- | ------------ | ------------ | ----------- | ----------- |  |
|                | Jean Poperen sortant réélu | PS              | 17 586       | 41,33        | 23 758      | 50,90       |  |
|                | Michel Mauclair            | UDF (CDS) (URC) | 11 897       | 27,96        | 16 087      | 34,46       |  |
|                | Bruno Gollnisch sortant    | FN              | 9 046        | 21,26        | 6 924       | 14,83       |  |
|                | Françoise Pagano           | PCF             | 3 543        | 8,33         |             |             |  |
|                | Yves Guyon                 | Divers droite   | 477          | 1,12         |             |             |  |
|                |                            |                 |              |              |             |             |  |
| Inscrits       | Inscrits                   | Inscrits        | 72 272       | 100,00       | 72 271      | 100,00      |  |
| Abstentions    | Abstentions                | Abstentions     | 29 043       | 40,19        | 24 659      | 34,12       |  |
| Votants        | Votants                    | Votants         | 43 229       | 59,81        | 47 612      | 65,88       |  |
| Blancs et nuls | Blancs et nuls             | Blancs et nuls  | 680          | 1,57         | 943         | 1,98        |  |
| Exprimés       | Exprimés                   | Exprimés        | 42 549       | 98,43        | 46 669      | 98,02       |  |

La suppléante de Jean Poperen était Martine David. Martine David remplaça Jean Poperen, nommé membre du gouvernement, du 29 juillet 1988 au 1er avril 1993.

### Élections de 1993
| Candidat       | Candidat                      | Parti          | Premier tour | Premier tour | Second tour | Second tour |  |
| Candidat       | Candidat                      | Parti          | Voix         | %            | Voix        | %           |  |
| -------------- | ----------------------------- | -------------- | ------------ | ------------ | ----------- | ----------- |  |
|                | Bruno Gollnisch               | FN             | 12 355       | 24,55        | 14 983      | 28,45       |  |
|                | Jean-Loup Fleuret             | UDF (CDS)      | 11 548       | 22,95        | 18 326      | 34,79       |  |
|                | Martine David sortante réélue | PS (ADFP)      | 9 981        | 19,83        | 19 364      | 36,76       |  |
|                | Jacques Paoli                 | diss. RPR      | 6 238        | 12,39        |             |             |  |
|                | François Wolf                 | Les Verts (EÉ) | 4 065        | 8,08         |             |             |  |
|                | Françoise Pagano              | PCF            | 3 391        | 6,74         |             |             |  |
|                | Yolande Barbosa               | LT-LNÉ         | 1 803        | 3,58         |             |             |  |
|                | Philippe Bruneau              | LO             | 947          | 1,88         |             |             |  |
|                |                               |                |              |              |             |             |  |
| Inscrits       | Inscrits                      | Inscrits       | 76 904       | 100,00       | 76 908      | 100,00      |  |
| Abstentions    | Abstentions                   | Abstentions    | 24 518       | 31,88        | 22 131      | 28,78       |  |
| Votants        | Votants                       | Votants        | 52 386       | 68,12        | 54 777      | 71,22       |  |
| Blancs et nuls | Blancs et nuls                | Blancs et nuls | 2 058        | 3,93         | 2 104       | 3,84        |  |
| Exprimés       | Exprimés                      | Exprimés       | 50 328       | 96,07        | 52 673      | 96,16       |  |

Le suppléant de Martine David était Bruno Polga, commerçant, conseiller général, maire de Saint-Priest.

### Élections de 1997
| Candidat       | Candidat                      | Parti          | Premier tour | Premier tour | Second tour | Second tour |  |
| Candidat       | Candidat                      | Parti          | Voix         | %            | Voix        | %           |  |
| -------------- | ----------------------------- | -------------- | ------------ | ------------ | ----------- | ----------- |  |
|                | Martine David sortante réélue | PS (Les Verts) | 15 726       | 30,85        | 24 446      | 44,06       |  |
|                | Bruno Gollnisch               | FN             | 14 603       | 28,65        | 14 733      | 26,55       |  |
|                | Jean-Loup Fleuret             | UDF (FD)       | 11 267       | 22,11        | 16 303      | 29,38       |  |
|                | Françoise Pagano              | PCF            | 3 455        | 6,78         |             |             |  |
|                | Philippe Bruneau              | LO             | 1 399        | 2,74         |             |             |  |
|                | Anne-Sophie Picard            | GÉ             | 1 395        | 2,74         |             |             |  |
|                | Claude Huon                   | LDI (MPF)      | 1 010        | 1,98         |             |             |  |
|                | Yolande Barbosa               | LT-LNÉ         | 718          | 1,41         |             |             |  |
|                | Daniel Martin                 | MÉI            | 604          | 1,19         |             |             |  |
|                | Marie-Françoise Tardy         | PT             | 405          | 0,79         |             |             |  |
|                | Armand Creus                  | LCR            | 386          | 0,76         |             |             |  |
|                | Florence Bocquet              | Divers gauche  | 0            | 0,00         |             |             |  |
|                |                               |                |              |              |             |             |  |
| Inscrits       | Inscrits                      | Inscrits       | 78 758       | 100,00       | 78 757      | 100,00      |  |
| Abstentions    | Abstentions                   | Abstentions    | 25 902       | 32,89        | 21 642      | 27,48       |  |
| Votants        | Votants                       | Votants        | 52 856       | 67,11        | 57 115      | 72,52       |  |
| Blancs et nuls | Blancs et nuls                | Blancs et nuls | 1 888        | 3,57         | 1 633       | 2,86        |  |
| Exprimés       | Exprimés                      | Exprimés       | 50 968       | 96,43        | 55 482      | 97,14       |  |

Le suppléant de Martine David était Bruno Polga.

### Élections de 2002
| Candidat       | Candidat                      | Parti                    | Premier tour | Premier tour | Second tour | Second tour |  |
| Candidat       | Candidat                      | Parti                    | Voix         | %            | Voix        | %           |  |
| -------------- | ----------------------------- | ------------------------ | ------------ | ------------ | ----------- | ----------- |  |
|                | Martine David sortante réélue | PS (PCF, Les Verts, PRG) | 16 988       | 33,01        | 20 197      | 42,22       |  |
|                | Bruno Gollnisch               | FN                       | 11 956       | 23,23        | 10 186      | 21,29       |  |
|                | Anne-Marie Dubost             | UMP                      | 10 977       | 21,33        | 17 452      | 36,48       |  |
|                | Alain Bernard                 | Divers droite            | 3 375        | 6,56         |             |             |  |
|                | Gérard Andrieux               | Divers droite            | 2 301        | 4,47         |             |             |  |
|                | Jean-Marc Chaffringeon        | Pôle républicain         | 1 993        | 3,87         |             |             |  |
|                | Florence Gay                  | MÉI                      | 793          | 1,53         |             |             |  |
|                | Michel Collet                 | RPF                      | 680          | 1,32         |             |             |  |
|                | Nicolas Maluk Maurel          | LCR                      | 601          | 1,17         |             |             |  |
|                | Yves Petiot                   | LO                       | 543          | 1,06         |             |             |  |
|                | Gérard Paccalin               | MNR                      | 478          | 0,93         |             |             |  |
|                | José Roman                    | Divers                   | 466          | 0,91         |             |             |  |
|                | Jean-Christophe Lala          | GÉ                       | 310          | 0,60         |             |             |  |
|                |                               |                          |              |              |             |             |  |
| Inscrits       | Inscrits                      | Inscrits                 | 83 189       | 100,00       | 83 187      | 100,00      |  |
| Abstentions    | Abstentions                   | Abstentions              | 30 938       | 37,19        | 34 669      | 41,68       |  |
| Votants        | Votants                       | Votants                  | 52 251       | 62,81        | 48 518      | 58,32       |  |
| Blancs et nuls | Blancs et nuls                | Blancs et nuls           | 790          | 1,51         | 683         | 1,41        |  |
| Exprimés       | Exprimés                      | Exprimés                 | 51 461       | 98,49        | 47 835      | 98,59       |  |

Le suppléant de Martine David était Jérôme Sturla, de Décines-Charpieu.

### Élections de 2007
| Candidat       | Candidat               | Parti          | Premier tour | Premier tour | Second tour | Second tour |  |
| Candidat       | Candidat               | Parti          | Voix         | %            | Voix        | %           |  |
| -------------- | ---------------------- | -------------- | ------------ | ------------ | ----------- | ----------- |  |
|                | Philippe Meunier élu   | UMP            | 23 491       | 46,20        | 28 729      | 57,17       |  |
|                | Martine David sortante | PS             | 14 774       | 29,06        | 21 522      | 42,83       |  |
|                | Bruno Gollnisch        | FN             | 3 533        | 6,95         |             |             |  |
|                | Chantal Genthon        | UDF–MoDem      | 2 730        | 5,37         |             |             |  |
|                | Véronique Moreira      | Les Verts      | 1 317        | 2,59         |             |             |  |
|                | Isabelle Chanvillard   | PCF            | 1 038        | 2,04         |             |             |  |
|                | Anne-Marie Dubost      | Divers droite  | 1 006        | 1,98         |             |             |  |
|                | Sylviane Moulia        | LCR            | 902          | 1,77         |             |             |  |
|                | Gérard Andrieux        | MPF            | 732          | 1,44         |             |             |  |
|                | Azedine Haffar         | Divers         | 403          | 0,79         |             |             |  |
|                | Florence Gay           | MÉI            | 379          | 0,75         |             |             |  |
|                | Yves Petiot            | LO             | 290          | 0,57         |             |             |  |
|                | Khalima Dahmouche-Benz | Divers         | 247          | 0,49         |             |             |  |
|                | Salah Boughanmi        | Divers         | 0            | 0,00         |             |             |  |
|                |                        |                |              |              |             |             |  |
| Inscrits       | Inscrits               | Inscrits       | 91 374       | 100,00       | 91 374      | 100,00      |  |
| Abstentions    | Abstentions            | Abstentions    | 39 981       | 43,76        | 40 083      | 43,87       |  |
| Votants        | Votants                | Votants        | 51 393       | 56,24        | 51 291      | 56,13       |  |
| Blancs et nuls | Blancs et nuls         | Blancs et nuls | 551          | 1,07         | 1 040       | 2,03        |  |
| Exprimés       | Exprimés               | Exprimés       | 50 842       | 98,93        | 50 251      | 97,97       |  |

### Élections de 2012
| Candidat       | Candidat                       | Parti          | Premier tour | Premier tour | Second tour | Second tour |  |
| Candidat       | Candidat                       | Parti          | Voix         | %            | Voix        | %           |  |
| -------------- | ------------------------------ | -------------- | ------------ | ------------ | ----------- | ----------- |  |
|                | Philippe Meunier sortant réélu | UMP            | 18 448       | 41,01        | 25 169      | 59,51       |  |
|                | Farida Boudaoud                | PS (EÉLV)      | 14 057       | 31,25        | 17 123      | 40,49       |  |
|                | André Pozzi                    | RBM (FN)       | 8 013        | 17,81        |             |             |  |
|                | Isabelle Chanvillard           | FG (PCF)       | 2 218        | 4,93         |             |             |  |
|                | Florence Bocquet               | PRV            | 952          | 2,12         |             |             |  |
|                | Matthieu Dommange              | AÉI            | 471          | 1,05         |             |             |  |
|                | Didier Barthès                 | MÉI            | 457          | 1,02         |             |             |  |
|                | Michel Piot                    | LO             | 223          | 0,50         |             |             |  |
|                | Marianne Prévost               | NPA            | 142          | 0,32         |             |             |  |
|                |                                |                |              |              |             |             |  |
| Inscrits       | Inscrits                       | Inscrits       | 79 506       | 100,00       | 79 500      | 100,00      |  |
| Abstentions    | Abstentions                    | Abstentions    | 34 087       | 42,87        | 35 975      | 45,25       |  |
| Votants        | Votants                        | Votants        | 45 419       | 57,13        | 43 525      | 54,75       |  |
| Blancs et nuls | Blancs et nuls                 | Blancs et nuls | 438          | 0,96         | 1 233       | 2,83        |  |
| Exprimés       | Exprimés                       | Exprimés       | 44 981       | 99,04        | 42 292      | 97,17       |  |

### Élections de 2017
| Candidat         | Candidat              | Parti          | Premier tour | Premier tour | Second tour | Second tour |
| Candidat         | Candidat              | Parti          | Voix         | %            | Voix        | %           |
| ---------------- | --------------------- | -------------- | ------------ | ------------ | ----------- | ----------- |
|                  | Danièle Cazarian      | REM            | 13 234       | 33,99        | 16 141      | 52,35       |
|                  | Philippe Meunier*     | LR             | 8 100        | 20,81        | 14 692      | 47,65       |
|                  | Sandrine Ligout       | FN             | 5 596        | 14,37        |             |             |
|                  | Roland Pacaud         | FI             | 3 499        | 8,99         |             |             |
|                  | Daniel Valéro         | DVD            | 2 994        | 7,69         |             |             |
|                  | Françoise Bergame     | PS             | 1 807        | 4,64         |             |             |
|                  | Axel Marin            | EELV           | 1 193        | 3,06         |             |             |
|                  | Franck Muller         | DLF            | 570          | 2,17         |             |             |
|                  | Mourad Ben Mahdi      | PEJ            | 694          | 1,78         |             |             |
|                  | Nathalie d'Eyssautier | DLF            | 549          | 1,41         |             |             |
|                  | Bernard Augier        | PCF            | 461          | 1,18         |             |             |
|                  | Didier Barthès        | ECO            | 313          | 0,80         |             |             |
|                  | Michel Piot           | LO             | 209          | 0,54         |             |             |
|                  | Laure Quincy          | UPR            | 177          | 0,45         |             |             |
|                  | Gwladys Peretti       | PPLD           | 106          | 0,27         |             |             |
|                  | Athénaïs Bléhaut      | DVD            | 0            | 0,00         |             |             |
|                  |                       |                |              |              |             |             |
| Inscrits         | Inscrits              | Inscrits       | 84 804       | 100,00       | 84 804      | 100,00      |
| Abstentions      | Abstentions           | Abstentions    | 45 444       | 53,59        | 51 354      | 60,56       |
| Votants          | Votants               | Votants        | 39 360       | 46,41        | 33 450      | 39,44       |
| Blancs et nuls   | Blancs et nuls        | Blancs et nuls | 428          | 1,09         | 2 617       | 7,83        |
| Exprimés         | Exprimés              | Exprimés       | 38 932       | 98,91        | 30 833      | 92,18       |
| * député sortant |                       |                |              |              |             |             |

### Élections de 2022
Avec un écart de 7 voix entre les candidats arrivés second et troisième, cette circonscription est celle ou le score pour accéder au second tour est le plus serré des élections législatives de 2022.
| Résultats des élections législatives des 12 et 19 juin 2022 de la 13e circonscription du Rhône |                          |                          |                          |              |              |             |             |
| Candidat                                                                                       | Candidat                 | Parti et coalition       | Nuance                   | Premier tour | Premier tour | Second tour | Second tour |
| Candidat                                                                                       | Candidat                 | Parti et coalition       | Nuance                   | Voix         | %            | Voix        | %           |
|                                                                                                | Sarah Tanzilli           | LREM (ENS)               | ENS                      | 11 511       | 28,44        | 22 200      | 62,65       |
|                                                                                                | Victor Prandt            | LFI (NUPES)              | NUP                      | 8 771        | 21,67        | 13 235      | 37,35       |
|                                                                                                | Alain Péchereau          | RN                       | RN                       | 8 766        | 21,66        |             |             |
|                                                                                                | Gilles Gascon            | LR (UDC)                 | LR                       | 6 273        | 15,50        |             |             |
|                                                                                                | Océane Gigarel           | REC                      | REC                      | 2 228        | 5,51         |             |             |
|                                                                                                | Christina Perreira       | EAC                      | ECO                      | 831          | 2,05         |             |             |
|                                                                                                | Didier Barthès           | MEI (TUPV)               | ECO                      | 810          | 2,00         |             |             |
|                                                                                                | Auriane Chomette         | DSV                      | DSV                      | 484          | 1,20         |             |             |
|                                                                                                | Sabrina Briza            | UDMF                     | DIV                      | 429          | 1,06         |             |             |
|                                                                                                | Michel Piot              | LO                       | DXG                      | 370          | 0,91         |             |             |
| Votes valides                                                                                  | Votes valides            | Votes valides            | Votes valides            | 40 473       | 98,56        | 35 435      | 92,35       |
| Votes blancs                                                                                   | Votes blancs             | Votes blancs             | Votes blancs             | 444          | 1,08         | 2 155       | 5,62        |
| Votes nuls                                                                                     | Votes nuls               | Votes nuls               | Votes nuls               | 149          | 0,36         | 779         | 2,03        |
| Total                                                                                          | Total                    | Total                    | Total                    | 41 066       | 100          | 38 369      | 100         |
| Abstention                                                                                     | Abstention               | Abstention               | Abstention               | 47 506       | 53,64        | 50 225      | 56,69       |
| Inscrits / participation                                                                       | Inscrits / participation | Inscrits / participation | Inscrits / participation | 88 572       | 46,36        | 88 594      | 43,31       |

### Elections de 2024
| Candidat       | Candidat                | Parti             | Premier tour | Premier tour | Second tour | Second tour |  |
| Candidat       | Candidat                | Parti             | Voix         | %            | Voix        | %           |  |
| -------------- | ----------------------- | ----------------- | ------------ | ------------ | ----------- | ----------- |  |
|                | Tiffany Joncour élue    | RN                | 22 417       | 36,35        | 28 871      | 51,87       |  |
|                | Victor Prandt           | REV (NFP)         | 16 178       | 26,23        | 26 794      | 48,13       |  |
|                | Sarah Tanzilli sortante | RE (ENS)          | 14 933       | 24,21        | Retrait     | Retrait     |  |
|                | Philippe Meunier        | LR                | 6 106        | 9,90         |             |             |  |
|                | Didier Barthès          | Divers écologiste | 799          | 1,30         |             |             |  |
|                | Océane Gigarel          | REC               | 610          | 0,99         |             |             |  |
|                | Michel Piot             | LO                | 523          | 0,85         |             |             |  |
|                | Patrick Biaut           | Sans étiquette    | 105          | 0,17         |             |             |  |
|                |                         |                   |              |              |             |             |  |
| Inscrits       | Inscrits                | Inscrits          | 89 801       | 100,00       | 89 820      | 100,00      |  |
| Abstentions    | Abstentions             | Abstentions       | 27 099       | 30,18        | 27 780      | 30,93       |  |
| Votants        | Votants                 | Votants           | 62 702       | 69,82        | 62 040      | 69,07       |  |
| Blancs et nuls | Blancs et nuls          | Blancs et nuls    | 1 031        | 1,64         | 6 375       | 10,28       |  |
| Exprimés       | Exprimés                | Exprimés          | 61 671       | 98,36        | 55 665      | 89,72       |  |